# Strix
Strix és un gènere d'ocells de la família dels estrígids (Strigidae). Únicament una de les espècies habita als Països Catalans, el gamarús eurasiàtic, que per extensió dona nom a la resta d'espècies del gènere.
Són rapinyaires nocturns, amb mida de mitjana a bastant gran, robusts i poderosos. La forma de cap és arrodonida i no tenen flocs de plomes o «orelles» com altres gèneres de la mateixa família. D'hàbits clarament nocturns, viuen en zones boscoses de gran part del món (manquen d'Austràlia). La majoria s'alimenta de petits mamífers, aus i rèptils.

## Taxonomia
Segons la classificació del Congrés Ornitològic Internacional (versió 13.1, 2023), aquest gènere està format per 22 espècies:
- gamarús camablanc (Strix albitarsis)
- gamarús eurasiàtic (Strix aluco).
- gamarús de Hume (Strix butleri).
- gamarús del Chaco (Strix chacoensis).
- gamarús de Guatemala (Strix fulvescens).
- gamarús del desert (Strix hadorami).
- gamarús fosc (Strix huhula).
- gamarús del Brasil (Strix hylophila).
- gamarús bru (Strix leptogrammica).
- gamarús del Magrib (Strix mauritanica)
- gamarús de Lapònia (Strix nebulosa).
- gamarús capnegre (Strix nigrolineata).
- gamarús de l'Himàlaia (Strix nivicolum).
- gamarús pigallat (Strix occidentalis).
- gamarús ocel·lat (Strix ocellata).
- gamarús de la Patagònia (Strix rufipes).
- Strix sartorii
- gamarús de les pagodes (Strix seloputo).
- gamarús dels Urals (Strix uralensis).
- gamarús ratllat (Strix varia).
- gamarús cafè (Strix virgata).
- gamarús africà (Strix woodfordii).

Tanmateix, per altres obres taxonòmiques, com el Handook of the Birds of the World i la quarta versió de la BirdLife International Checklist of the birds of the world (Desembre 2019), el gènere Strix conté només 16 espècies, car consideren que 4 espècies S. albitarsis, S. huhula, S. nigrolineata i S. virgata pertanyen Ciccaba, gènere que no és reconegut pel COI. A més, consideren que S. sartorii és una subespècie del gamarús ratllat (Strix varia) i que S. mauritanica n'és una altra del gamarús euroasiàtic (Strix aluco).